# Чао (талисман)

Чао (справа) — талисман чемпионата мира 1990

Ча́о (итал. Ciao) — официальный талисман проходившего в Италии чемпионата мира по футболу 1990 года.
Чао представляет собой абстрактное изображение человечка, выполненное из кубиков белого, зелёного и красного цветов (цветов флага Италии), с головой в виде футбольного мяча.
Впервые за всю историю создания талисманов на мундиаль в разработке человека-куба участвовало сразу несколько художников. Имя «Чао» — самое часто употребимое слово для приветствия и прощания в Италии — было выбрано путём голосования.
Несмотря на то, что Чао может показаться не самым удачным образом, он пользовался большим успехом.